# Alice Bamford
Alice Bamford (...) è una produttrice cinematografica statunitense.

## Filmografia

### Co produttrice
- Hotel Chevalier (2007)
- Il treno per il Darjeeling (2007)

### Titoli di coda
- Il fantastico Mr. Fox (The fantastic Mr. Fox) (2009)